# Raymond Klibansky
Raymond Klibansky, CC (latinisiert Raymundus Klibansky; * 15. Oktober 1905 in Paris; † 5. August 2005 in Montreal) war ein deutsch-kanadischer Philosoph. Klibansky wurde bekannt mit seinen Editionen und Forschungen zu Meister Eckhart und Nikolaus von Kues.
Zusammen mit Erwin Panofsky und Fritz Saxl veröffentlichte er 1964 das Standardwerk Saturn und Melancholie. Bis zu seinem Tod war Klibansky Frothingham Professor of Logic and Metaphysics an der McGill University in Montreal.

## Leben
Raymond Klibansky wurde 1905 in Paris in der Familie von Rosa Scheidt und Hermann Klibansky, einem deutschen, jüdisch-orthodoxen Weinhändler, geboren. Die Familie siedelte nach Ausbruch des Ersten Weltkriegs nach Frankfurt am Main über, wo er das Goethe-Gymnasium besuchte. Später wechselte er auf die Odenwaldschule in Ober-Hambach. Er studierte Philosophie und Philologie an den Universitäten Kiel (zumal bei Ferdinand Tönnies), Hamburg und Heidelberg bei Ernst Cassirer und Karl Jaspers. Er hielt engen Kontakt zu dem Kunsthistoriker Aby Warburg und dem Romanisten Ernst Robert Curtius.
Klibanskys erste Veröffentlichung, die Edition des liber de sapiente des französischen Philosophen Carolus Bovillus, erschien 1927 als Anhang zu Ernst Cassirers Studie Individuum und Kosmos in der Philosophie der Renaissance. 1929 folgte die Promotion, 1931 die Habilitation an der Universität Heidelberg, anschließend eine Privatdozentur. Klibansky, der 1927 den mittelalterlichen Kommentar des Nicolaus Cusanus zu Proklos Schrift über Platons Dialog Parmenides in der Bibliothek in Bernkastel-Kues entdeckt hatte, konnte mit seinem Heidelberger Lehrer Ernst Hoffmann die Schriften des Cusanus herausgeben.
Im April 1933 wurde er aus rassenideologischen Gründen aus dem Universitätsdienst entlassen und emigrierte drei Monate später, im Juli 1933, nach London. Es folgten Professuren in Oxford und Montreal. An der McGill-Universität in Montreal übernahm Klibansky 1946 den John Frothingham Lehrstuhl für Logik und Metaphysik.
Klibansky schuf sich mit seinen wissenschaftlichen Auseinandersetzungen über den christlichen Philosophen Nikolaus von Kues und den mittelalterlichen Mystiker Meister Eckhart ein international beachtetes Renommee. In Zusammenarbeit mit Erwin Panofsky und Fritz Saxl arbeitete er die Geschichte des Begriffs der Melancholie von der Antike bis zur Renaissance auf. Klibansky ist Verfasser zahlreicher Veröffentlichungen über das Werk Platons und die platonische Tradition im Mittelalter. Große Anerkennung wurde ihm zuteil, weil er die Philosophie bei der UN-Bildungsorganisation UNESCO verankerte.
Neben seiner Professur an der McGill war Raymond Klibansky Gastprofessor in aller Welt, darunter bereits in den 1970er-Jahren in Teheran und Tokio. Seit 1957 war Klibansky auch Ordentlicher Professor außer Dienst an der Philosophischen Fakultät der Universität Heidelberg. 1970 wurde er emeritiert und 1986 zum Ehrensenator der Universität ernannt. 1987 wurde Klibansky in die American Academy of Arts and Sciences gewählt. 1990 erhielt er die Carl-Friedrich-Gauß-Medaille für seine wissenschaftlichen Leistungen. 1993 erhielt er den Lessing-Preis der Freien und Hansestadt Hamburg. Seit 1965 war er korrespondierendes Mitglied der Heidelberger Akademie der Wissenschaften und seit 1991 der Braunschweigischen Wissenschaftlichen Gesellschaft.
Klibansky lebte in Montreal und Oxford. Zwei Monate vor seinem 100. Geburtstag starb er im August 2005 in Montreal.

## Veröffentlichungen (Auswahl)
- Ein Proklos-Fund und seine Bedeutung. Heidelberg 1929 (= Sitzungsberichte der Heidelberger Akademie der Wissenschaften. Philosophisch-historische Klasse. Band 19).
- The Continuity of the Platonic Tradition during the Middle Ages. London 1939.
- The School of Chartes. In: Marshall Clagett, Gaines Post, Robert Reynolds (Hrsg.): Twelth-Century Europa and the Foundations of Modern Society. Madison (Milw.)/London 1966, S. 3–14.
- mit Erwin Panofsky und Fritz Saxl: Saturn and Melancholy. Studies in the History of Natural Philosophy, Religion and Art. London 1964.
  - in deutscher Übersetzung: Saturn und Melancholie – Studien zur Geschichte der Naturphilosophie und Medizin, der Religion und der Kunst. suhrkamp taschenbuch wissenschaft, 1992.
- Le Philosophe et la Mémoire du siècle, Paris 1998.
  - in deutscher Übersetzung: Erinnerungen an ein Jahrhundert. Gespräche mit Georges Leroux. 2001.[3]

## Filme
- Raymond Klibansky. De la philosophie à la vie. Regie: Anne-Marie Tougas, Kanada 2002
- Vom lebendigen Geist zum Geist der Moderne. Eine Geschichte der Universität Heidelberg. Regie: Mario Damolin und Bernhard Kilian, 1997